# Zhan Ziqian

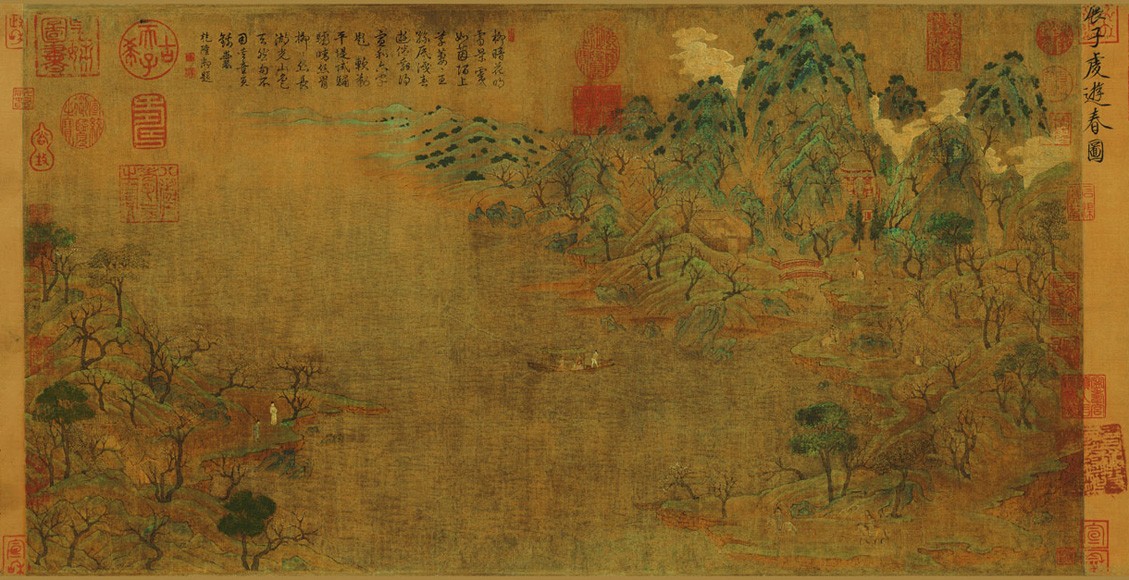
“Passeig en primavera” de Zhan Ziqian. (“Museu del Palau de Pequín)

Zhan Ziqian (Chinese: 展子虔; pinyin: Zhǎn Zǐqián) fou un cèlebre pintor xinès que va viure en la segona meitat del segle vi, sota la dinastia Sui. Es coneix poc de la seva biografia. Oriünd de Bohai actualment comtat de Yangxin, província de Shandong no se saben les dates del seu naixement ni de la seva mort. Va exercir càrrecs en l'Administració Sui.
Zhan va ser el més important i influent pintor del període Sui. Va abandonar la tradició pictòrica del període de les Sis Dinasties i la seva pintura sovint era força realista Va ser un artista de murals amb temes budistes que també pintava paisatges, figures humanes, pavellons i cavalls. De les seves obres només es conserva el que es considera una còpia de “Passeig en primavera”.